# Aéroélasticité d'une voile
L'aéroélasticité d'une voile décrit le couplage entre la voile et l'air, qui crée vibration, instabilité, et déforme le profil de la voile, dont le plus connu est le faseillement. L'origine de ces phénomènes diminuant les performances d'une voile provient du fait qu'une voile est rarement rigide, une voile est généralement souple, mais aussi élastique. L’élasticité du matériau de la voile couplé au vent provoque ces phénomènes. L'aéroélasticité d'une voile n'est pas encore maitrisé et fait l'objet de recherche scientifique.

## Modélisation
Les conditions aux limites de l'approche classique (voir Cas de plusieurs voiles : résolution multidimensionnelle du problème), ou les éléments sont rigides et à vitesse constante, ne reflètent pas la réalité. Malgré tout avec ses simplifications la résolution est déjà quasi hors de portée de nos possibilités actuelles.
L’élasticité des voiles, du gréement, le voilier qui bute sur les vagues, etc., sont des paramètres qui peuvent amener à des optimisations donc des performances de voile non négligeable en compétition. La prise en compte de ses éléments amène à considérer que les mouvements des parties solides (voile, gréement, etc) influe sur le comportement du fluide (l'air). Ce couplage est nommé aéroélasticité. Ce domaine est en pleine phase de recherche.
Le cas de notre modélisation plus complète est représenté par les conditions suivantes :
- le vent

la vitesse aux bornes d'entrée du domaine en amont de la voile est constante et non nulle {\displaystyle \;{\vec {U}}={\vec {Va}}}
- présence d'une ou plusieurs voiles soit la condition

la vitesse est nulle sur la voile {\displaystyle \;{\vec {U_{voile-air}}}=\;{\vec {0}}} avec {\displaystyle {\vec {U_{voile-air}}}={\vec {U}}+{\vec {U_{voile-mer}}}}.
Si la voile est fixe {\displaystyle \;{\vec {U}}=\;{\vec {0}}}.
- en aval, très loin de la voile, la voile n'a plus d'effet ou d'influence sur le fluide

contrainte nulle aux sorties des bords du domaine en aval de la voile {\displaystyle {\overrightarrow {\overrightarrow {\tau }}}=0}
Suivant la finesse des simulations il est possible de rajouter par ordre croissant de difficulté :
- le mat,
- le reste du gréement : hauban, flèche de mat...
- le reste du bateau : œuvre vive et superstructure
- la mer.

La condition est : la vitesse relative du vent sur ses éléments est nulle {\displaystyle \;{\vec {U_{element-air}}}=\;{\vec {0}}}. Il ne faut pas oublier que la mer est fixe et que le bateau bouge avec son gréement. Les vitesses absolues seront donc différentes. La modélisation de la mer est plus ou moins raffinée suivant les possibilités de calcul :
- par un plan [1],[2],[3]
- avec une houle modélisée par une sinusoïde, voire plus complexe
- plus complète la modélisation inclut le sillage du bateau [4].

Dans une modélisation avec la mer, l'interaction voilier-mer fait gîter, rouler, tanguer le navire. La voile bouge dans tous les sens compliquant d'autant la simulation. Le praticien choisit souvent parmi ces trois situations :
- le voilier est statique avec de la gîte (ou pas) ;
- le voilier est dynamique : il bouge mais ses déplacements possibles sont réduits à gite et tangage ;
- la simulation est plus complète avec roulis, gite, tangage et le bateau qui monte et descend la vague.

Le problème de l'écoulement de l'air sur la voile lui aussi peut être l'objet de raffinement de calcul. Dans une approche simple la voile est considérée comme indéformable. Ce niveau est déjà en soi hors de portée de nos possibilités de calcul actuelles, les écoulements turbulents sont pas très bien simulés. Mais une voile est souple, ceci est le deuxième niveau de complexité. Et pour finir les matériaux à voile sont élastiques. Très peu élastiques mais suffisamment pour engendrer des phénomènes d'aéroélasticité. Dans ce dernier niveau de complexité nous avons affaire à un couplage entre un fluide (l'air) et une structure (le tissu de la voile), la littérature parle de couplage fluide structure. La structure est du domaine de la résistance des matériaux. Le but est donc de coupler la science de la résistance des matériaux et la science de la mécanique des fluides. Cette section sera principalement fondée sur les références suivante ,,,,,,,,,, :

### Problème à une dimension ou voile fixe
La voile est considérée comme rigide. Le profil de la voile est donc entièrement connu. La voile peut être composée de plusieurs profils avec des incidences et vrillage différents. À part le spi, les points situés au quart avant de la corde (ou sens de l'allongement) sont proches d'une droite : foc, grand voile et génois.
Le calcul (ou l'essai en soufflerie) peut se limiter à un voilier immobile, c'est-à-dire à gite tangage et lacet constant. Seul suffit pour la simulation un logiciel de mécanique des fluides. La simulation peut être détaillée en incluant les superstructures et autre gréements. Mais grâce au progrès de l’électronique la puissance de calcul a rapidement permis de simuler avec une bonne précision un voilier un peu plus réaliste : le voilier bouge, c'est-à-dire que suivant les efforts de la voilure le voilier va giter... et si on rajoute de la houle, le système devient bien plus réaliste. C'est le premier couplage entre un fluide et une structure, ici considérée comme indéformable.
Il est noté que la puissance de calcul est une limite cruciale pour une simulation. Il est possible de simuler les fluides en incluant la viscosité de l'air, mais quand plusieurs modèles mathématiques interviennent dans la simulation, chaque modèle doit être simplifié pour avoir un temps de calcul raisonnable. Souvent dans un modèle d'aéroélasticité, le sous modèle du fluide est sans viscosité, les interactions fluides structure sont linéarisées, l'inertie est négligée, les déformations élastiques sont linéaires, pas de déformation plastique ... Les types de simulation ne s'excluent pas entre elles, une simulation d'aéroélasticité permet de voir un comportement général du voilier alors qu'une simulation d'un profil avec viscosité permet de voir des comportements de détail de la voile.

#### Couplage
La simulation est une simulation dynamique, c'est-à-dire que l'on regarde l'évolution des variables (efforts, positions) au cours du temps {\displaystyle T_{0}} à {\displaystyle T_{fin}}. Pour ce faire le temps est découpé en très fine "tranches"
{\displaystyle \delta t}. À chaque incrément de temps {\displaystyle t_{n}}, les logiciels recalculent tout. Plus le temps est découpé finement meilleure est la simulation, mais plus long est le temps de calcul.
La simulation est composée de trois éléments :
- le logiciel de calcul du fluide
- le logiciel de calcul de la structure
- l'interface qui lie les deux logiciels ou couplage.

Le couplage permet le transfert des résultats d'un des logiciels vers l'autre. Le bord de la voile est l'élément en commun des deux logiciels. Les données échangées sont les résultats de calcul obtenus au bord de la voile. La difficulté et le problème sont que les résultats sont interdépendants alors que les calculs de chaque logiciel sont indépendants. Pour l'heure il n'existe pas de logiciel monolithique fusionnant les deux calculs. Le problème est donc que le résultat du logiciel structure donne une nouvelle forme à la voile. Or lui le logiciel fluide pendant ce temps ne peut uniquement calculer les efforts sur la voile qu'avec l'ancienne position. Si les efforts du fluide ont changé, ce changement change la forme de la voile et vice versa. Si on procède par très petits pas de temps, les résultats de calcul à chaque itération varient très peu. La petite erreur commise est alors négligée. L'effort au bord de la voile calculé par le logiciel fluide n'est pas exactement égal aux efforts au bord de la voile calculé par le logiciel structure, le principe fondamental de la statique est violé. Attention l'erreur n'est pas négligeable car elle a tendance à se cumuler, c'est-à-dire que chaque petite erreur correspond à un ajout ou retrait d’énergie dans le système air voile. Les logiciels d'aéroélasticité essayent de limiter le plus possible, c'est le couplage temps.

Autre problème, les logiciels sont numériques et donc modélisent l'espace en un maillage. Les logiciels calculent les efforts et les déplacements à des points particuliers du maillage (les sommets). Or rien ne dit que les deux maillages aux bords de la voile sont identiques. Prenons par exemple les efforts : Si les maillages ne correspondent pas, alors le lieu où l’effort calculé par le logiciel fluide aux bords de la voile sur l'un des sommets ne correspond pas à un sommet sur l'autre logiciel. Il faut alors procéder à une moyenne (ou à une autre formule de répartition) pour répartir cet effort sur les sommets proches de l'autre logiciel, c'est le couplage en espace.

##### Couplage en espace
Soit {\displaystyle \Theta } l'ensemble des points fluide et structure du domaine modélisé.
Soit l'opérateur différentiel {\displaystyle \displaystyle R_{fluide}(.)} pour le fluide et {\displaystyle \displaystyle R_{structure}(.)} pour la structure, ou des changements de variables sont opérées pour avoir les mêmes variables dans les deux opérateurs. De même {\displaystyle Sol_{fluide}} est la solution à {\displaystyle 0=\displaystyle R_{fluide}(Sol_{fluide})} et {\displaystyle Sol_{struc}} est la solution à {\displaystyle 0=\displaystyle R_{struc}(Sol_{struc})}.
Les conditions initiales sont notées par l'ensemble {\displaystyle \mho } qui est l'ensemble à t=0 de la vitesse et la position de chaque point de matière de {\displaystyle \Theta }.
À l'interface fluide-structure noté {\displaystyle \ Contour}, le principe fondamentale de la statique donne à tout instant {\displaystyle t} de la simulation :
{\displaystyle \forall (x,y,z)\in Contour,Sol_{fluide}(x,y,z,t)=Sol_{struc}(x,y,z,t)}.
Comme la résolution directe du problème est hors de portée de nos connaissances actuelles, les opérateurs différentiels {\displaystyle \displaystyle R_{fluide}(.)} et {\displaystyle \displaystyle R_{structure}(.)} pris séparément sont trop complexes pour notre mathématique actuelle, on ne sait pas les résoudre directement (analytiquement), mais via des solutions approchantes.
Les solutions approchantes utilisent la méthode des éléments finis. Trouver toutes les fonctions solutions à un problème quelconque est aussi hors de portée de notre mathématique. Par contre les mathématiciens savent trouver les fonctions solutions qui respectent quelques propriétés topologiques, c'est-à-dire trouver les solutions de la reformulation du problème sous forme un peu moins contraignante appelée formulation faible. Ensuite, la formulation faible est réécrite sous forme de formulation variationnelle. Ensuite, grâce au théorème de Lax-Milgram utilisant le résultat remarquable de l'équation d'Euler-Lagrange, il est prouvé que la formulation est résoluble et admet une solution unique. Ce qui est remarquable est que la solution repose sur la minimisation d'une fonctionnelle. Cette fonctionnelle est une re-transformation de notre formulation variationnelle. Donc trouver le minimum unique de cette fonctionnelle, c'est trouver la solution de la formulation variationnelle donc la solution de la formulation faible donc la solution à notre problème {\displaystyle 0=\displaystyle R(.)}.
Il suffit de calculer le minimum de cette fonctionnelle, or les mathématiciens ne savent pas trouver une solution analytique. Par contre, en discrétisant le problème, les mathématiciens savent le résoudre (c.-à-d. trouver des solutions en un nombre fini de points de {\displaystyle \Theta }). Ces points particuliers sont les nœuds d'un maillage du domaine {\displaystyle \Theta }. Le maillage est choisi par le praticien résolvant ce problème de modélisation. Plus le maillage est fin, plus la solution est réaliste, mais aussi plus le temps de calcul est long. Le processus consiste à trouver donc un minimum en ces nœuds. La méthode est une méthode récursive où à chaque itération on se rapproche de plus en plus du résultat.
Si le problème est stationnaire seule une discrétisation de l'espace via un maillage est nécessaire ; par contre si le problème est dynamique (évolutif), alors le temps sera aussi discrétisé (coupé en petits morceaux).
La méthode actuelle consiste à résoudre non pas le problème mais un problème approchant. Le problème approchant est de résoudre chaque opérateur séparément, soit la transformation de :
{\displaystyle \forall (x,y,z)\in Contour,Sol_{fluide}(x,y,z,t)=Sol_{struc}(x,y,z,t)}
en
{\displaystyle \forall (x,y,z)\in Contour,n\in \mathbb {N} ,Sol_{fluide}(x,y,z,t_{n})=constante_{t_{n}}=Sol_{struc}(x,y,z,t_{n})}.
Or le gros problème de cette méthode est que :
{\displaystyle Contour_{fluide}(t_{n+1})\neq Contour_{struc}(t_{n+1})}.
Il faut aussi rajouter le problème des maillages. Rien ne dit que sur le contour les maillages du fluide correspondent au maillage de la structure. C'est-à-dire que sur les contours ou bord de la voile, les nœuds sont communs au maillage fluide et au maillage structure. Ce problème est courant et rajoute de la difficulté. En effet, le fluide est modélisé par un maillage 3D alors que pour une voile (la structure) il est souvent préféré un maillage surfacique (2D).

##### Couplage en temps
La résolution utilise deux solveurs fluide et structure. Il est facile de faire coïncider chaque incrément de temps, chaque logiciel prenant le même pas de temps. À la fin de chaque incrément chacun des solveurs donne un résultat de calcul c'est-à-dire la position nouvelle de chaque nœud avec la force associée à chaque nœud (ou pression). Pour l'incrément suivant il faudra transférer les résultats de chaque solveur de l'un vers l'autre. Dans la pratique le transfert des informations est automatisé, le professionnel crée une interface informatique d’échange des données entre les deux solveurs.
Le problème n'est donc pas de synchroniser les deux solveurs, mais dans l'échange des données. Comme indiqué précédemment la loi fondamentale de la dynamique est un peu violée, il faut limiter cette violation. C'est dans l'interface que cette opération de minimisation est faite. Les données échangées vers chaque solveur sont donc légèrement retravaillées via un algorithme. L’algorithme peut même refaire des calculs séparés aux solveurs pour mieux choisir les valeurs des données à échanger.
Il existe trois catégories d'algorithmes  :
- les algorithmes décalés en temps, pour lesquels en gros chaque solveur travaille chacun son tour. Les données sont retravaillées pour permettre de respecter le plus possible la loi fondamentale de la dynamique (notamment de minimiser l’énergie artificiellement introduite dans le système) ;
- les algorithmes parallèles, les deux solveurs sont avancés en temps parallèlement. De même pour la même raison de non-respect du principe fondamental de la dynamique qui introduit artificiellement de l’énergie dans le système simulé (voile + vent) les données sont retravaillées ;
- les algorithmes d’itération : cette approche fait tourner plusieurs fois les solveurs. Un résultat des algorithmes décalé en temps ou parallèle est considéré comme une étape. En réinjectant cette étape, les solveurs donnent un nouveau résultat qui viole un peu moins le principe fondamental de la dynamique que précédemment. D’itération en itération, le résultat est de plus en plus proche de la perfection. À partir d'un certain seuil d’erreur (en énergie ou force) l'algorithme passe à l’incrément de temps suivant.

### Problème à deux dimensions ou voile souple
La voile est souple et indéformable. La voile a un seul profil lorsqu'elle est gonflée par le vent. Dans cet état gonflé par le vent, la résolution du problème revient au cas "voile rigide". L'état opposé est lorsque la voile est dégonflée, cet état n'a pas d’intérêt et est donc pas étudié. Il reste les cas intermédiaires aux deux précédents, c'est-à-dire lorsqu'une partie de la voile n'est pas gonflée; le cas le plus connu est la voile qui fasèye au vent. Ce cas apparait sur le bord de la chute quand l'écoulement est turbulent. Dans la zone morte sur la chute une turbulence se crée, puis elle s'échappe de la voile; de nouveau une nouvelle turbulence se reforme. Lorsque les turbulences sont fortes, elles arrivent à générer une dépression. Une partie de la voile est aspirée. La voile bouge, la turbulence s'échappe. L'équilibre "normal" de pression se rétablit, la voile se regonfle. Comme les simulations arrivent péniblement à simuler les turbulences, ces cas intermédiaires sont pas encore maitrisés. La littérature assimile souvent ces cas intermédiaires au domaine de l’aéroélasticité mais ces cas restent peu étudiés.

Exemple numérique de turbulence autour d'un profil rigide rond ou autrement dit influence d'un mât de vieux gréement sur l'air.
Conséquences des fortes turbulences sur un profil non rigide, la forme de la voile bouge. La résolution numérique ou analytique de ce comportement (déformation importante de la voile et fortes turbulences) est hors de portée de nos possibilités actuelles.

#### Modélisation de la voile
La voile est par nature un morceau de tissu. L’épaisseur du tissu est très très faible comparée aux dimensions de la voile. Les variations d’épaisseur de la voile dues aux efforts sur la voile sont faibles par rapport à l’épaisseur. Les variations sont donc totalement négligeables. La voile qui est un volume est donc assimilée à une surface. Les modèles de résistance des matériaux sont donc simplifiés en conséquence. Deux approches existent :
- modéliser la voile par un ensemble de fils
- modéliser la voile par un ensemble de petites surfaces élémentaires.

La suite de l'article ne décrira en détail qu'un des modèles surfaciques, bien que d'autres modèles existent.

##### Filaire
Ce modèle a été développé par O. Le Maître et E. Souza De Cursi,.

##### Surfacique
La méthode a été développée par Imbert. La méthode se nomme CST. La voile est décomposée en petites surfaces triangulaires jointives les unes des autres. Les petits triangles peuvent être de surfaces différentes et se resserrent dans les zones à forte déformation pour avoir un calcul le plus réaliste possible. Le triangle est composé de trois sommets appelé nœuds. Chaque nœud est repéré par sa position {x, y, z} notée {X}. Il existe deux repères :
- le repère lié à chaque petit triangle donnant { {\displaystyle X_{l}} }
- le repère général de la voile { {\displaystyle X_{g}} }. À noter que le repère de la voile peut être lui aussi mobile.

Il faudra faire des changements de repère. Ces changements peuvent être mis sous forme de matrice [ {\displaystyle \lambda } ] avec
{ {\displaystyle X_{l}} } = [ {\displaystyle \lambda } ] { {\displaystyle X_{g}} }. Les coefficients de la matrice évoluent au cours du temps bien sûr, il faut les remettre à jour à chaque itération de calcul, c'est-à-dire entre les instant t et t+1.
Pour remettre à jour ces coefficients entre chaque itération, il suffit de savoir que le déplacement { Q } lie dans le repère local { {\displaystyle X_{l_{(t)}}} } et { {\displaystyle X_{l_{(t+1)}}} } via la relation :
{ Q } = { {\displaystyle X_{l_{(t+1)}}} } - { {\displaystyle X_{l_{(t)}}} }
À chaque nœud, le problème est de relier entre eux les forces { F } et les déplacements{ Q }. Pour cela il suffit de trouver une matrice [K] tel que { F } = [ K ] { Q }
Imbert propose pour des éléments en 2 dimensions tels qu'une voile :
{\displaystyle [K]=eA[B]^{\operatorname {t} }\![C]\![B]~}
où
- e est l’épaisseur de la voile,
- A son aire,
- [C] une matrice (3 * 3) de comportement du matériau,
- [B] une matrice (3 * 6) d’origine géométrique qui lie :
  - les déplacements { Q } aux déformations {\displaystyle \epsilon } : {\displaystyle \epsilon } = [ B ] { Q }
  - les contraintes {\displaystyle \sigma } aux efforts { F } : { F } {\displaystyle =eA[B]^{\operatorname {t} }} { {\displaystyle \sigma } }

ainsi :
{ {\displaystyle \sigma } } = [ C ] { {\displaystyle \epsilon } }
La matrice contient les équations de la résistance des matériaux. Souvent comme ces équations sont fort compliquées, et que dans leur zone élastique, la forme de l'équation est proche d'une droite passant par l'origine, les équations sont linéarisées en un seul coefficient le Module de Young.
{\displaystyle \sigma =E\varepsilon }
où :
- {\displaystyle \sigma } est la contrainte (en unité de pression),
- {\displaystyle E} est le module de Young (en unité de pression),
- {\displaystyle \varepsilon } est l'allongement relatif, ou déformation (adimensionnel).

Dans le cas de voile composée de plusieurs couches de matériaux différents la matrice [ C ] est simplement la somme des matrices de chaque matériau. Attention à l'orientation du matériau, en particulier dans les matériaux orientés tels que les fils de voile laminée la matrice est plus complexe pour prendre en compte cette orientation

### Problème à trois dimensions ou aéroélasticité
l'opérateur de la simulation a choisi deux modèles mathématiques, l'un fluide, l'autre structure. Le problème est donc de résoudre ces deux modèles liés. Les modèles structure et fluide suivent le même chemin pour leur résolution[pas clair]. La section suivante donnera le guide général de la résolution de ce problème.

#### Formulation faible
Les deux modèles dans leur aspect les plus complexes sont des équations différentielles. Elles sont définies sur un domaine, c'est-à-dire que les conditions aux limites sont connues :
- pas de déplacement de fluide au bord des objets : voiles, gréement, superstructure, mer, etc
- la position initiale des objets : voiles, gréement, superstructure, mer, etc
- et généralement un vent uniforme et constant en aval du domaine.

La plus grosse approximation systématiquement faite pour alléger les calculs est de négliger l'inertie, soit appliquer le Principe fondamental de la statique au lieu du Principe fondamental de la dynamique.
Soit l'opérateur différentiel {\displaystyle \displaystyle R_{fluide}(.)} pour le fluide et {\displaystyle \displaystyle R_{structure}(.)} pour la structure, où des changements de variables sont opérées pour avoir les mêmes variables dans les deux opérateurs. De même {\displaystyle Sol_{fluide}} est la solution à {\displaystyle 0=\displaystyle R_{fluide}(Sol_{fluide})} et {\displaystyle Sol_{struc}} est la solution à {\displaystyle 0=\displaystyle R_{struc}(Sol_{struc})}
Au interfaces fluide structure notés {\displaystyle \ Contour}, le principe fondamental de la statique donne à tout instant {\displaystyle t} de la simulation :
{\displaystyle \forall (x,y,z)\in Contour,Sol_{fluide}(x,y,z,t)=Sol_{struc}(x,y,z,t)}.
Comme la résolution directe du problème est hors de portée de nos connaissance actuelle, la première étape est de formuler le problème sous la forme de Formulation faible.
(...)